# Coscinospira
Coscinospira es un género de foraminífero bentónico de la familia Peneroplidae, de la superfamilia Soritoidea, del suborden Miliolina y del orden Miliolida. Su especie tipo es Coscinospira hemprichii. Su rango cronoestratigráfico abarca el Holoceno.

## Clasificación
Coscinospira incluye a las siguientes especies:
- Coscinospira acicularis, también aceptado como Monalysidium acicularis
- Coscinospira arietina
- Coscinospira hemprichii

En Coscinospira se ha considerado el siguiente subgénero:
- Coscinospira (Spirolina), aceptado como género Spirolina